# Frătăuții Noi (gmina)
Frătăuții Noi – gmina w Rumunii, w okręgu Suczawa. Obejmuje miejscowości Costișa i Frătăuții Noi. W 2011 roku liczyła 5736 mieszkańców.